# 5A busz (Sárvár)
A sárvári 5A jelzésű autóbusz az Autóbusz-állomás és a RÁBA Gyár megállóhelyek között közlekedik. A vonalat a Vasi Volán Zrt. üzemelteti.
Autóbusz-állomás - Laktanya utca - Soproni utca - Vásártér - Batthyány utca - Hunyadi János utca - Selyemgyár utca - Ipar telep - RÁBA Gyár
| Megállóhely neve |
| ---------------- |
| Autóbusz-állomás |
| Szolgáltatóház   |
| Vasútállomás     |
| RÁBA Gyár        |

A vonal forgalmát a 6790 Sárvár – Ölbő – Pósfa helyközi gyűjtő mezőben közlekedő autóbuszok látják el.